# ブレーノ・エンヒキ・ヴァスコンセロス・ロペス
ブレーノ・ロペス（Breno Lopes）ことブレーノ・エンヒキ・ヴァスコンセロス・ロペス（ポルトガル語: Breno Henrique Vasconcelos Lopes、1996年1月24日 - ）は、ブラジルのサッカー選手。ポジションはFW。

## クラブ歴
11歳の時にクルゼイロECの下部組織に加入したが4年で放出された。その後、ECサン・ジョゼ、セラミカAC、ジョインヴィレECの下部組織を渡り歩いた。
2016年3月6日、カンピオナート・カタリネンセでウェリントン・ジュニオールに代わって投入されてジョインヴィレの選手として初出場を記録、選手デビューとなった。
同月6月にカンピオナート・カタリネンセ・セグンダ・ディヴィソンのGEジュヴェントゥスに期限付き移籍、移籍後初出場となった7月24日の試合で初得点も記録した。
2017年1月にジョインヴィレに復帰するとレギュラーとして起用されるようになった。2018年12月、カンピオナート・ブラジレイロ・セリエDへの降格が決まると、給与未払いに対する訴訟を起こし退団した。
2019年1月22日にカンピオナート・ブラジレイロ・セリエCのECジュベントゥージに加入。但し保有権の50%は依然としてジョインヴィレが保有した。
同年10月4日、カンピオナート・ブラジレイロ・セリエBへの昇格が決まった状況でフィゲイレンセFCへ期限付き移籍。
翌年はカンピオナート・パラナエンセの期間中アトレチコ・パラナエンセに期限付き移籍した。
2020年4月29日、アトレチコ・パラナエンセへの期限付き移籍を打ち切って、ジュベントゥージに復帰した。
同年11月10日にカンピオナート・ブラジレイロ・セリエAのSEパルメイラスに完全移籍。5日後の試合でヴィリアンに代わって投入され全国1部初出場。2021年1月30日に行われたコパ・リベルタドーレス2020決勝では90+9分に決勝ゴールを決めて大陸タイトル獲得の立役者となった。